# Longitudine
La longitudine (dal latino longitudo, longitudĭnis; derivato di longus, "lungo") è la coordinata geografica che specifica quanto la posizione di un punto sulla superficie terrestre si trova ad est oppure ad ovest rispetto al Meridiano di Greenwich assunto come riferimento.

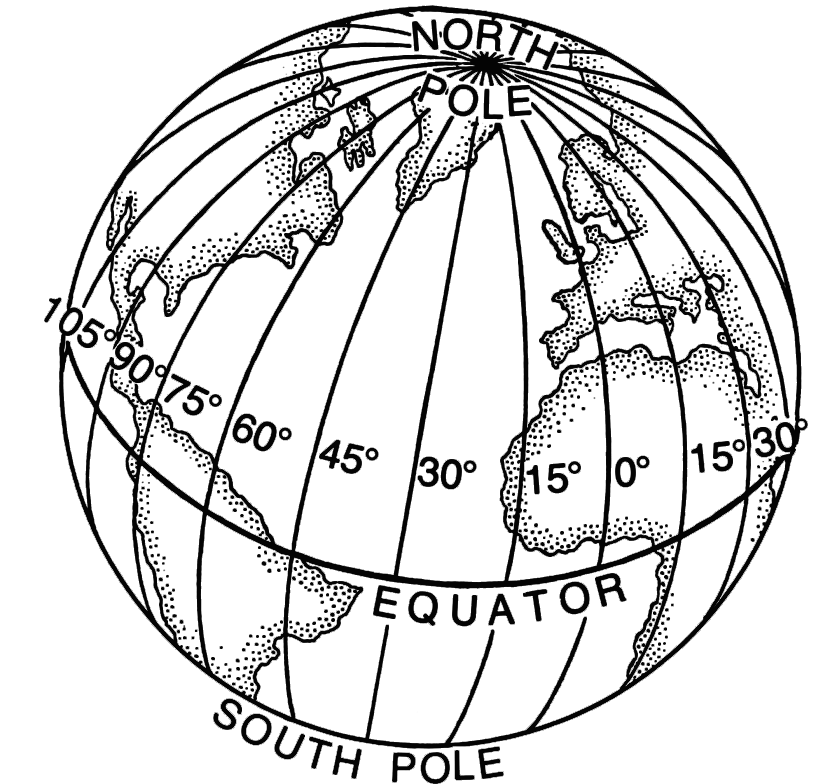
Diversi gradi di longitudine.

Rispetto a quest'ultimo, esiste pertanto una longitudine orientale da 0° a 180° (Long E) e una longitudine occidentale da 0° a 180° (Long W).
In altri termini, la longitudine è la distanza angolare, misurata in gradi, lungo l'arco di parallelo compreso tra il Meridiano fondamentale di Greenwich e il meridiano passante per il punto considerato.  Essa è definita in maniera analoga, ma riferita a differenti meridiani e piani di riferimento, anche in astronomia.

## Descrizione
Talora la longitudine di un punto della superficie terrestre può essere espressa rispetto ad un meridiano locale scelto come fondamentale, del quale però è perfettamente conosciuta a sua volta la longitudine rispetto al meridiano fondamentale, rendendo agevole il calcolo della longitudine del punto stesso rispetto a Greenwich.
Gli antichi fissarono come meridiano fondamentale quello passante dall'isola di Ferro nelle Canarie (situato a 20° a ovest di Parigi). Nel 1885 una commissione riunitasi a Washington convenne di adottare il meridiano di Greenwich (situato a 2° 20' 14" da Parigi). In Italia si è spesso usato, anche in tempi recenti, il Meridiano di Monte Mario (Roma), situato a 12° 27' 10",93 E in E.D. 1950'' da Greenwich; sovente si possono trovare indicazioni leggermente diverse a seconda dell'ellissoide usato, per esempio viene riferita a 12° 27' 08",40 secondo il sistema italiano chiamato Roma 40. Dal meridiano fondamentale deriva anche l'UTC, o tempo coordinato universale.

## Misurazione
Una misura semplificata della longitudine si effettua con un orologio (o meglio un cronometro) e una meridiana. L'orologio deve segnare l'ora di Greenwich. Semplificando: leggendo l'ora locale dalla meridiana e calcolando la differenza con quella dell'orologio si trova la longitudine (15° per ogni ora). In realtà bisognerebbe correggere l'ora di osservazione della nostra meridiana con l'equazione del tempo ottenibile dalla consultazione delle effemeridi cambiata di segno.